# Lázár Andor

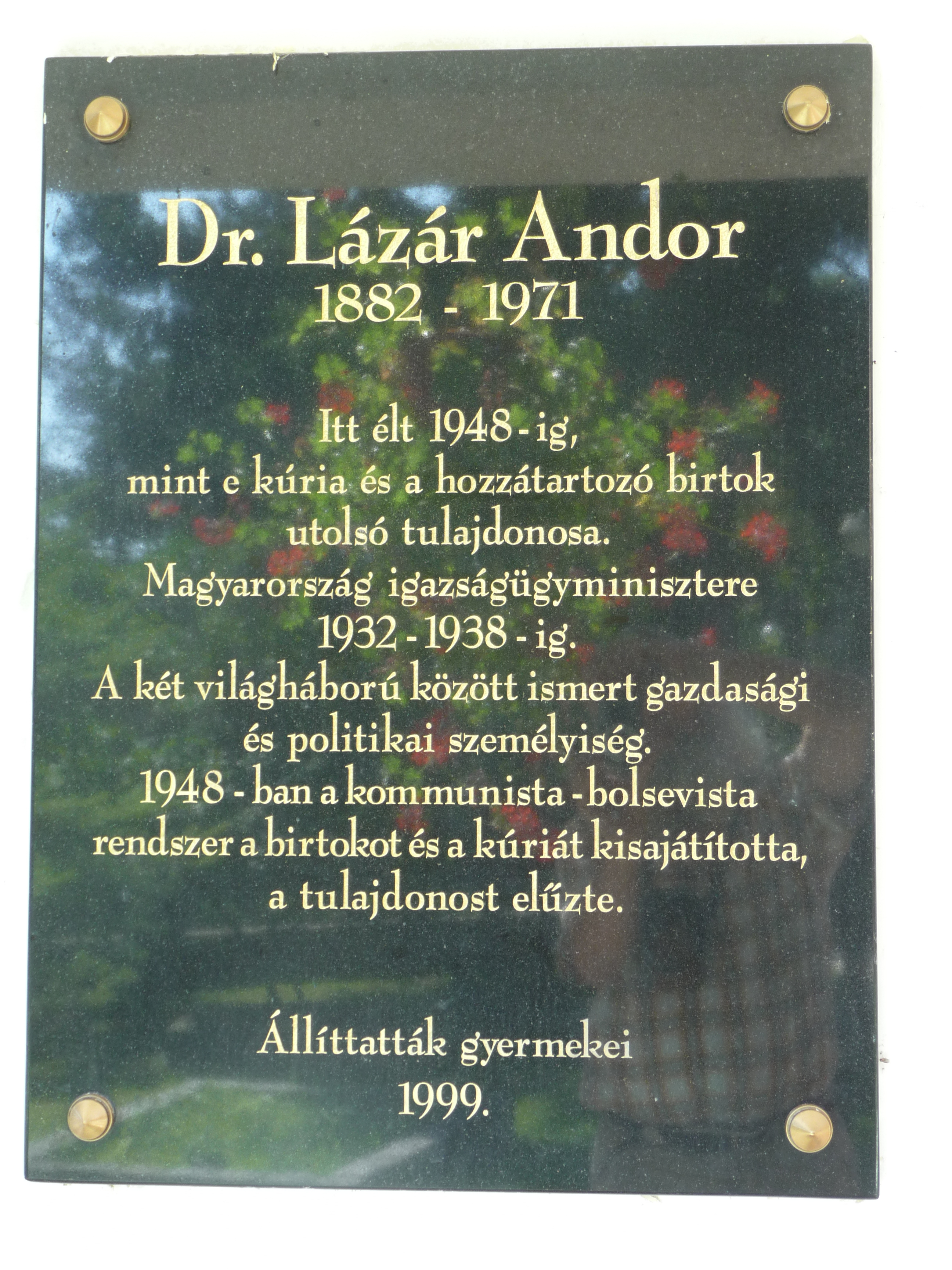
Lázár Andor emléktáblája

Lázár Andor (Pápa, 1882. március 8. – Leányfalu, 1971. június 12.) magyar politikus, a Gömbös-kormány és a Darányi-kormány igazságügy-minisztere.

## Életpályája
Református származású családban született. Apja, a nórápi születésű Lázár Benő (1848–1887), köz- és váltó-ügyvéd, anyja, a római katolikus Makara Gizella volt. Szülei 1881. május 7-én Pápán kötöttek házasságot a római katolikus vallás szerint. Apai nagyszülei Lázár András (1786–1853), dákai, majd nórápi református iskolai tanító, és Konta Éva (1805–1853) voltak. Anyai nagyszülei dr. Makara György (1821–1893), Veszprém vármegye főorvosa, és Leeb Magdolna voltak; dr. Makara György első felesége halála után feleségül vette Lóskay Máriát (1839–1934).
A Pápai Református Kollégiumban tanult, majd Budapesten szerzett jogi diplomát 1903-ban. Tanulmányútjai során bejárta Európa legtöbb országát, megfordult az Egyesült Államokban és Kanadában is. 1906-tól gyakorló ügyvédként tevékenykedett, és hamarosan már főváros előkelő és tekintélyes ügyvédjei közé tartozott. Pénzügyi és közgazdasági tanulmányokat folytatva értékes szakirodalmi munkásságot fejtett ki. Gazdaságpolitikai tanulmányok, Ausztria pénzügyei a XIX. század elején, Az osztrák devalváció illetve a Német és lengyel devalváció című könyvein kívül több tanulmánya jelent meg.
Jelentős szerepe volt a Magyar Állami Pénzjegynyomda megalapításában és a Magyarország Területi Épségének Védelmi Ligája létrehozásában; a utóbbiban fontos szerepet játszott Karafiáth Jenő és Persay Ferenc mellett. Egyik alapítója volt az Országos Protestáns Patronázs Egyesületnek, amelynek a vezetésében is részt vett. Közéleti munkásságának és érdemeinek elismeréséül Horthy Miklós kormányzó 1928-ban kormányfőtanácsossá nevezte ki. Politikai pályája az 1930-as évek elején kezdődött, ekkoriban Gömbös Gyula baráti köréhez tartozott. 1931. május 30. és augusztus 24. között a Honvédelmi Minisztérium államtitkári posztját töltötte be, a Keresztény, Kisgazda, Földműves és Polgári Párt színeiben 1931–1935-ben Szentes, 1935 és 1939 között pedig a Nemzeti Egység Pártja színeiben Debrecen országgyűlési képviselője volt.
1932. október 1-jétől a Gömbös-kormány igazságügy-miniszterévé nevezték ki, azonban Gömbös fajvédő nézetei helyett a konzervatív eszméket támogatta. 1938 tavaszán összekülönbözött Darányival, és kultuszminiszterével, Hóman Bálinttal, mert nem volt hajlandó támogatni az első zsidótörvényt. Mivel nem változtatott véleményén, Hóman lemondásra szólította fel, ami március 8-án meg is történt. Utódja a március 9-én hivatalba lépő Mikecz Ödön lett. Ezt követően a Pesti Naplóban és a Budapesti Hírlapban számos vezércikkben utasította el a náci Németország eszméihez való közeledést. Az 1939-re a radikalizálódó Imrédy miniszterelnökkel is szembefordulva kivonult a politikai életből, 1950-ig ügyvédi munkáját folytatta.
A második világháború utáni légkörben nem kezdhetett új politikai karriert: 1946-ban a Dunamelléki Református Egyházkerület főgondnoka lett, amiről 1948-ban kommunista nyomásra lemondott. Mivel minisztersége alatt történt a Rákosi-per, Rákosi úgy gondolta, hogy ő áll letartóztatása és elítélése mögött. Kihallgatása során ugyan tisztázódott, hogy nem volt szerepe benne, de továbbra is ellenségnek számított: 1951-ben mint a Horthy-rendszer politikusát kitelepítették az Alföldre, és csak Nagy Imre 1953-as kormányalakítását követően szabadult. Ezután Leányfalun telepedett le, ahol visszavonulva élt 1971-ben bekövetkezett haláláig.

## Házassága és leszármazottjai
Felesége, telegdi Róth Márta (Józsefvárosi, Budapest, 1890. január 13. – Budapest, 1920. november 26.), telegdi Róth Lajos (1841–1928), bányaügyi magyar királyi főtanácsos, geológus, a földtani térképezés szakértője, a Vaskorona rend lovagja, és Piller Márta lánya, akit 1918. május 27-én vett nőül Budapesten. Házasságukból egy gyermek született:
- Lázár György (1920).

## Emlékezete
2014-ben Répássy Róbert parlamenti államtitkár avatta fel az emléktábláját Leányfalun a Székely-villánál (2016 Leányfalu, Mókus utca 5.)

## Főbb művei
- Gazdaságpolitikai tanulmányok; Pfeifer, Budapest, 1921
- Az amerikai Kossuth-zarándoklás; Révai Ny., Budapest, 1928
- Magyar gazdasági kérdések a háború után; Antiqua Ny., Budapest, 1943 (Az Országos Nemzeti Klub kiadványai)
- Visszaemlékezéseim; szöveggond. Németh Pál; Ráday Gyűjtemény, Budapest, 1995 (A Ráday Gyűjtemény tanulmányai)
- Egy hosszú élet emlékei. Pápa, az alvó város; Jókai Városi Könyvtár, Pápa, 1999 (Pápai diákok)
- Pápától Brüsszelig. Magyar emlékek. Lázár Andor emlékezik / Lázár György memoárja; ford. Gerencsér Zsuzsanna, utószó Kosáry Domokos; Littera Nova, Budapest, 2000

## Külső hivatkozások
- Lázár Andor: Visszaemlékezéseim. Budapest, Ráday Gyűjtemény, 1995
- Lázár Andor: Egy hosszú élet emlékei. Pápa, az alvó város. Pápa, Jókai Városi Kvt. kiadása, 1999
- Lázár Andor: Visszaemlékezéseim. In: Pápától Brüsszelig. Budapest, Littera Nova BT, 2000
- Lőrinc László: Lemondottan érdekes. Egy konzervatív igazságügy-miniszter a jogtalanság ellen. Heti Világgazdaság, 2013. április 3.
- Lőrinc László: Lázár Andor nem létező emlékművéről. Tényleg!?, 2015. augusztus 12.
- Magyar életrajzi lexikon III: Kiegészítő kötet (A–Z). Főszerk. Kenyeres Ágnes. Budapest: Akadémiai. 1981.  ISBN 963-05-2500-3
- Országgyűlési almanach (1931-1935)
- Országgyűlési almanach (1935-1939)
- Püski Levente: A '30-as évek kormánypolitikájának krónikása: Lázár Andor. Rubicon 2003/7-8. Sokszínű emlékezet: A Horthy-korszak naplók és memoárok tükrében, 31. oldal